# Leizhou
Leizhou léase Léi-Zhóu (en chino simplificado, 雷州市; pinyin, Léizhōu shì) es un municipio chino que se encuentra bajo la administración directa de la ciudad-prefectura de Zhanjiang. Se ubica al oeste de la provincia de Cantón, en el sur de la República Popular China. Su área es de 3709 km² y su población total para 2018 fue cercana al 1,5 millones de habitantes.

## Administración
El municipio de Leizhou  se divide en 21 pueblos que se administran en 3 subdistrito y 18 poblados.

## Clima
Leizhou tiene un clima marítimo tropical. Está rodeado por el mar a ambos lados, con el Mar de China Meridional al este y el Golfo de Beibu al oeste. El verano y el otoño son largos y hay muchos tifones y tormentas eléctricas. El promedio anual de días de rayos es de más de 200 días, la precipitación es de 1707 mm, la temperatura promedio es de 23 °C, la temperatura más alta de la historia es de 38,5 °C (8 de junio de 1977) y la temperatura más baja fue de 0 °C (2 y 29 de diciembre de 1975). La precipitación media anual es de 1172 mm, con estaciones relativamente húmedas y secas. La temporada de lluvias va de junio a septiembre y está dominada por los vientos del sur. La precipitación. La humedad media anual es del 84%.
| Parámetros climáticos promedio de Leizhou (1981−2010) | Parámetros climáticos promedio de Leizhou (1981−2010) | Parámetros climáticos promedio de Leizhou (1981−2010) | Parámetros climáticos promedio de Leizhou (1981−2010) | Parámetros climáticos promedio de Leizhou (1981−2010) | Parámetros climáticos promedio de Leizhou (1981−2010) | Parámetros climáticos promedio de Leizhou (1981−2010) | Parámetros climáticos promedio de Leizhou (1981−2010) | Parámetros climáticos promedio de Leizhou (1981−2010) | Parámetros climáticos promedio de Leizhou (1981−2010) | Parámetros climáticos promedio de Leizhou (1981−2010) | Parámetros climáticos promedio de Leizhou (1981−2010) | Parámetros climáticos promedio de Leizhou (1981−2010) | Parámetros climáticos promedio de Leizhou (1981−2010) |
| Mes                                                   | Ene.                                                  | Feb.                                                  | Mar.                                                  | Abr.                                                  | May.                                                  | Jun.                                                  | Jul.                                                  | Ago.                                                  | Sep.                                                  | Oct.                                                  | Nov.                                                  | Dic.                                                  | Anual                                                 |
| ----------------------------------------------------- | ----------------------------------------------------- | ----------------------------------------------------- | ----------------------------------------------------- | ----------------------------------------------------- | ----------------------------------------------------- | ----------------------------------------------------- | ----------------------------------------------------- | ----------------------------------------------------- | ----------------------------------------------------- | ----------------------------------------------------- | ----------------------------------------------------- | ----------------------------------------------------- | ----------------------------------------------------- |
| Temp. máx. abs. (°C)                                  | 29.5                                                  | 34.4                                                  | 37.5                                                  | 37.3                                                  | 38.6                                                  | 37.7                                                  | 38.5                                                  | 36.5                                                  | 36.3                                                  | 33.3                                                  | 32.9                                                  | 29.6                                                  | '                                                     |
| Temp. máx. media (°C)                                 | 19.5                                                  | 19.8                                                  | 22.8                                                  | 27.3                                                  | 30.7                                                  | 32.5                                                  | 32.9                                                  | 33.2                                                  | 30.7                                                  | 28.5                                                  | 25.3                                                  | 21.3                                                  | 27                                                    |
| Temp. media (°C)                                      | 15.9                                                  | 16.8                                                  | 19.6                                                  | 23.9                                                  | 26.8                                                  | 28.4                                                  | 28.7                                                  | 28.3                                                  | 27                                                    | 24.8                                                  | 21.2                                                  | 17.3                                                  | 23.2                                                  |
| Temp. mín. media (°C)                                 | 13.5                                                  | 14.7                                                  | 17.5                                                  | 21.5                                                  | 24.1                                                  | 25.5                                                  | 25.7                                                  | 25.6                                                  | 24.4                                                  | 22.1                                                  | 18.3                                                  | 14.4                                                  | 20.6                                                  |
| Temp. mín. abs. (°C)                                  | 4.7                                                   | 3.7                                                   | 4.8                                                   | 10.8                                                  | 15.6                                                  | 20.1                                                  | 21.8                                                  | 21.6                                                  | 17                                                    | 12.3                                                  | 6.6                                                   | 2.4                                                   | '                                                     |
| Precipitación total (mm)                              | 19                                                    | 36                                                    | 43.7                                                  | 99.4                                                  | 213                                                   | 210.4                                                 | 231.2                                                 | 288.3                                                 | 244.4                                                 | 147.1                                                 | 47.4                                                  | 26.9                                                  | 1606.8                                                |
| Fuente: Red de datos meteorológicos de China          |                                                       |                                                       |                                                       |                                                       |                                                       |                                                       |                                                       |                                                       |                                                       |                                                       |                                                       |                                                       |                                                       |